# Euxoa simplex
Euxoa simplex là một loài bướm đêm trong họ Noctuidae.